# Fancy (песня Игги Азалии)
Fancy (рус. Суперская) — песня австралийской хип-хоп исполнительницы Игги Азалии при участии британской певицы Charli XCX из альбома The New Classic. 17 февраля была выпущена в качестве четвёртого сингла из альбома. В США, Канаде и Новой Зеландии песня достигла первого места, а также вошла в десятку Великобритании, Австралии и Шотландии.

## Релиз

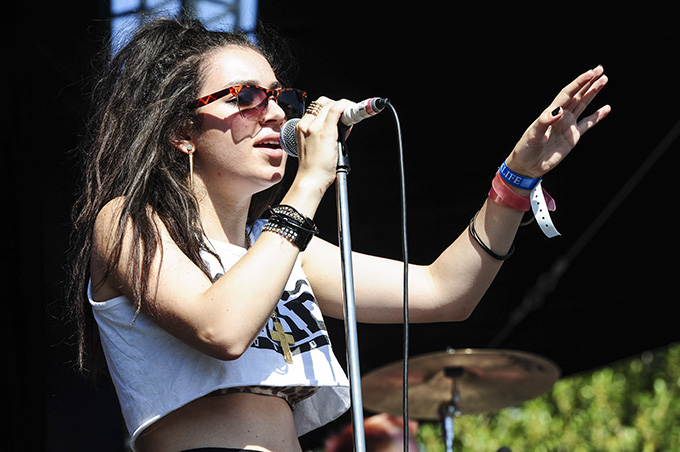
Charli XCX приняла участие в записи песни и критики высоко оценили её появление.

Незаконченная песня под названием «Leave It» была слита в сеть 5 декабря 2013 года. На песне содержался тег «Prodused by DJ Mustard». Позже Азалия рассказала, что на самом деле песню спродюсировали The Invisible Man и The Arcade с которыми она работала над многими песнями из альбома. 5 февраля 2014 года рассказала, что собирается выпустить новый сингл под названием «Fancy» записанный совместно с английской певицей Charli XCX через неделю. Премьера песни состоялась на BBC Radio 1 Xtra at 7PM GMT 6 февраля 2014, после премьеры стала понятным, что «Leave It» это демозапись для «Fancy». 17 февраля песня стала доступна для загрузки цифровом магазине iTunes.

## Коммерческий успех
«Fancy» дебютировала на 70 строке американского Billboard Hot 100, тем самым став первой для Игги в этом чарте. На 8 неделе сингл расположился на 7 строчке, став первым для Игги и вторым для Чарли синглом в десятке. На 12 неделе пребывания в чарте песне удалось достичь 1 позиции. Тем самым Игги стала первой белой рэпершей и первой рэпершей за десять лет возглавившей Billboard Hot 100, а также повторила рекорд The Beatles занимая своими песнями первые две строчки (№ 1 «Fancy» и № 2 «Problem»). На шестой неделе пребывания на первом месте «Fancy» стал первым синглом рэп-исполнительницы, который провел находился на 1 месте больше пяти недель (среди женщин ранее 5 недель на № 1 была Лил Ким, когда в 2001 году лидировал хит «Lady Marmalade» от квартета Christina Aguilera, Lil' Kim, Mya и P!nk, 2001). На седьмой неделе лидерства Азалия вошла в пятёрку женщин дольше всех находившихся на первой строчке. Также сингл достиг первых позиций в Billboard Hot R&B/Hip-Hop Songs и Hot Rap songs. Кроме того «Fancy» стала хитом в странах Европы и Океании. В первую неделю продажи в Соединенном Королевстве составили 38,320 копий. Благодаря этому сингл дебютировал на пятой позиции став второй песней в десятке этого чарта для Игги. На родине Азалии в Австралии «Fancy» получил платиновую сертификацию за продажи свыше 70,000 копий. Пиковой позицией в Австралийском чарте оказалась пятая строчка. Песне удалось возглавить Новозеландский чарт сразу после сингла Арианы Гранде Problem(записанного при участии Игги). В Новой Зеландии сингл был сертифицирован как Платиновый. Также «Fancy» добралась до первой строчки в Канадской горячей сотне.

## Музыкальное видео
Музыкальное видео на песню было снято в Калифорнии, США в конце февраля 2014. Видео является ремейком на американский комедийный фильм Бестолковые. Действие клипа разворачивается в средней школе. Премьера клипа на канале VEVO состоялась 4 марта 2014. На данный момент количество просмотров видео превышает 900 миллионов.

## Живые выступления
Впервые «Fancy» была исполнена на mtvU Woodie Awards 13 марта 2014 года. Также Азалия исполнила песню на Late Night with Seth Meyers 17 марта 2014. 22 апреля «Fancy» была исполнена Азалией и Чарли на телевизионном утреннем шоу Good Morning America где была воссоздана атмосфера клипа в стиле фильма Бестолковые. Они также выступили с синглом на шоу Jimmy Kimmel Live 16 мая 2014, на премии Billboard Music Awards 2014 18 мая 2014 и на финале танцевального шоу Dancing with the Stars 20 мая 2014. Азалия исполнила песню в одиночестве на церемонии BET Awards 2014 29 июня. Также «Fancy» была включена в сет-лист тура The New Classic Tour.

## Список композиций
- Digital download[1]

1. «Fancy (featuring Charli XCX)» — 3:19

- Remixes EP[23]

1. «Fancy» (featuring Charli XCX) [Riddim Commission Remix] — 4:43
2. «Fancy» (featuring Charli XCX) [Massappeals Remix] — 3:42
3. «Fancy» (featuring Charli XCX) [Dabin & Apashe Remix] — 3:55
4. «Fancy» (featuring Charli XCX) [Instrumental] — 3:24

- Remix Single[24]

1. «Fancy» (featuring Charli XCX) [Yellow Claw Remix] — 3:36

## Чарты
| Чарт (2014-15)                             | Лучшая позиция |
| ------------------------------------------ | -------------- |
| Австралия (ARIA)                           | 5              |
| Australian Urban (ARIA)                    | 1              |
| Австрия (Ö3 Austria Top 40)                | 46             |
| Бельгия/Фландрия (Ultratip Bubbling Under) | 9              |
| Бельгия/Валлония (Ultratop 50)             | 25             |
| Бельгия/Фландрия (Ultratop Urban)          | 10             |
| Brazil (Billboard Brasil Hot 100)          | 81             |
| Канада (Billboard Canadian Hot 100)        | 1              |
| Канада (Billboard CHR/Top 40)              | 1              |
| Канада (Billboard Hot AC)                  | 18             |
| Чехия (Rádio — Top 100)                    | 61             |
| Чехия (Singles Digitál Top 100)            | 11             |
| Дания (Tracklisten)                        | 36             |
| Финляндия (Suomen virallinen lista)        | 18             |
| Франция (SNEP)                             | 21             |
| Германия (GfK)                             | 51             |
| Germany (Deutsche Black Charts)            | 10             |
| Ирландия (IRMA)                            | 12             |
| Израиль (Media Forest)                     | 14             |
| Япония (Billboard Japan Hot 100)           | 94             |
| Нидерланды (Single Top 100)                | 29             |
| Новая Зеландия (Recorded Music NZ)         | 1              |
| Poland (Polish Airplay New)                | 3              |
| Шотландия (OCC Scotland)                   | 5              |
| Словакия (Rádio — Top 100)                 | 48             |
| Словакия (Singles Digitál Top 100)         | 16             |
| Швеция (Sverigetopplistan)                 | 23             |
| Швейцария (Schweizer Hitparade)            | 47             |
| Великобритания (OCC UK Singles)            | 5              |
| Великобритания (OCC UK Hip Hop/R&B)        | 2              |
| США (Billboard Hot 100)                    | 1              |
| США (Billboard Hot R&B/Hip-Hop Songs)      | 1              |
| США (Billboard Hot Rap Songs)              | 1              |
| США (Billboard Adult Pop Airplay)          | 21             |
| США (Billboard Dance Club Songs)           | 1              |
| США (Billboard Pop Airplay)                | 1              |
| США (Billboard Rhythmic)                   | 1              |

| Чарт (2014)                          | Позиция |
| ------------------------------------ | ------- |
| Australia (ARIA)                     | 12      |
| Australian Urban (ARIA)              | 3       |
| Belgium Urban (Ultratop Flanders)    | 29      |
| Canada (Canadian Hot 100)            | 11      |
| Germany (Deutsche Black Charts)      | 68      |
| Netherlands (Single Top 100)         | 71      |
| New Zealand (Recorded Music NZ)      | 14      |
| UK Singles (Official Charts Company) | 31      |
| US Billboard Hot 100                 | 4       |
| US Dance Club Songs (Billboard)      | 42      |
| US Hot R&B/Hip-Hop Songs (Billboard) | 3       |
| US Hot Rap Songs (Billboard)         | 1       |
| US Mainstream Top 40 (Billboard)     | 18      |
| US Rhythmic (Billboard)              | 9       |

| Chart (2015)                             | Position |
| ---------------------------------------- | -------- |
| Australian Urban (ARIA)                  | 36       |
| US R&B/Hip-Hop Digital Songs (Billboard) | 50       |
| US Rap Streaming Songs (Billboard)       | 25       |

| Чарт                 | Позиция |
| -------------------- | ------- |
| US Billboard Hot 100 | 353     |

## Сертификации
| Регион | Сертификация  | Продажи      |
| --- | ------------- | ------------ |
| Австралия (ARIA) | 4× Платиновый | 280 000^     |
| Канада (Music Canada) | 4× Платиновый | 346,000      |
| Дания (IFPI Danmark) | Платиновый    | 30 000^      |
| Германия (BVMI) | Золотой       | 150 000      |
| Италия (FIMI) | Платиновый    | 30 000       |
| Новая Зеландия (RMNZ) | Платиновый    | 15 000*      |
| Швеция (GLF) | 2× Платиновый | 80 000       |
| Великобритания (BPI) | 2× Платиновый | 1 200 000    |
| США (RIAA) | 7× Платиновый | 7 000 000    |
| Стриминг |               |              |
| Испания (PROMUSICAE) | Золотой       | 100 000 000* |
| Итого |               |              |
| Мир (IFPI) | —             | 9 100 000    |
| * Данные о продажах приведены только на основе сертификации. · ^ Данные о тиражах приведены только на основе сертификации. · Данные о продажах + прослушиваниях приведены только на основе сертификации. |               |              |